# Glen Avon, Kalifornien
Glen Avon är en ort (CDP) i Riverside County, i delstaten Kalifornien, USA. Enligt United States Census Bureau har orten en folkmängd på 20 199 invånare (2010) och en landarea på 21 km².